# Steatoda distincta
Steatoda distincta là một loài nhện trong họ Theridiidae.
Loài này thuộc chi Steatoda. Steatoda distincta được John Blackwall miêu tả năm 1859.